# فلودیپین
فلودیپین (انگلیسی: Felodipine) دارویی از نوع مسدودکننده کانال کلسیم است که برای درمان فشار خون بالا به کار می‌رود.
این دارو در سال ۱۹۷۸ ثبت اختراع شد و در سال ۱۹۸۸ برای استفاده پزشکی تأیید شد.

## کاربرد پزشکی
فلودیپین برای درمان فشار خون بالا و آنژین پایدار استفاده می‌شود.
برای افرادی که باردار هستند، نارسایی حاد قلبی دارند، دچار حمله قلبی شده‌اند، دریچه قلب مسدود شده‌است، یا دارای انسدادهایی هستند که جریان خون از قلب را مسدود می‌کند، نباید استفاده شود.
برای افراد مبتلا به نارسایی کبد، دوز باید کاهش یابد، زیرا فلودیپین توسط کبد دفع می‌شود.

## اثرات نامطلوب
تنها عارضه جانبی بسیار شایع که در بیش از ۱/۱۰ نفر رخ می‌دهد، درد و تورم در بازوها و پاها است.
عوارض جانبی رایج که در میان ۱٪ تا ۱۰٪ افراد رخ می‌دهد، شامل گرگرفتگی، سردرد، تپش قلب، سرگیجه و خستگی است.
فلودیپین می‌تواند التهاب لثه را تشدید کند.

## تداخل
فلودیپین توسط سیتوکروم P450 3A4 متابولیزه می‌شود، بنابراین موادی که CYP3A4 را مهار یا فعال می‌کنند می‌توانند به شدت بر میزان وجود فلودیپین تأثیر بگذارند.
مهارکننده‌های CYP3A4 که میزان فلودیپین موجود در هر دوز را افزایش می‌دهند، عبارتند از سایمتیدین، اریترومایسین، ایتراکونازول، کتوکونازول، مهارکننده‌های پروتئاز HIV و آب گریپ فروت.
فعال‌کننده‌های CYP3A4 که میزان فلودیپین موجود در هر دوز را کاهش می‌دهند، شامل فنی‌توئین، کاربامازپین، ریفامپین، باربیتورات‌ها، افاویرنز، نویراپین و خار مریم سنت جان هستند.

## مکانیسم عمل
فلودیپین یک مسدودکننده کانال کلسیم است. همچنین مشخص شده‌است که فلودیپین به عنوان یک آنتاگونیست گیرنده مینرالوکورتیکوئید یا به عنوان یک آنتی‌مینرالوکورتیکوئید عمل می‌کند.